# Peterborough & District Football League
Peterborough & District Football League är en engelsk fotbollsliga. Ligan har sex divisioner och toppdivisionen Premier Division ligger på nivå 11 i det engelska ligasystemet. Ligan är en matarliga till United Counties Football League Division One.

## Mästare
| Säsong    | Premier Division    |
| --------- | ------------------- |
| 2010-11   | Ramsey Town         |
| 2009-10   | Rutland Rangers     |
| 2008-09   | Ramsey Town         |
| 2007-08   | Perkins Sports      |
| 2006-07   | Peterborough Sports |
| 2005-06   |                     |
| 2004-05   | Whittlesey Utd      |
| 2003-04   | Ortonians           |
| 2002-03   | Eye United          |
| 2001-02   | Pearl Assurance     |
| 2000-01   | Eye United          |
| 1999-2000 | Eye United          |

### Webbkällor
Den här artikeln är helt eller delvis baserad på material från engelskspråkiga Wikipedia, Peterborough and District Football League, 2 juli 2015.